# Mutilídeos
Mutilídeos (Mutillidae) é uma família de vespas solitárias, melhor conhecidas pelas fêmeas ápteras, que são desprovidas de asas (ápteras), vagando pelo chão com cores vistosas, sendo conhecidas pelo nome popular de "oncinhas" ou ainda como "formigas feiticeiras". São uma das maiores famílias de Hymenoptera da superfamília Pompiloidea. 
São bastante temidas por desferirem uma picada muito dolorida, sendo também capazes de emitir um som de "chiadeira" quando manipuladas, por esfregarem um aparato estridulatório contra a superfície do próprio corpo. 
Apresentam extremo dimorfismo sexual, em que os machos costumam ser alados e de cores diferentes das fêmeas, que costumam ser ápteras. 
A biologia geral destes insetos é pouco conhecida, advindo praticamente de estudos com cerca de 10 espécies, e informações esparsas sobre cerca de 150 espécies. Das que se sabe, são endoparasitóides solitários dos estádios imaturos encapsulados de outros insetos, os quais incluem pupas e larvas de uma série de abelhas e outras vespas aculeadas, incluindo algumas pupas de moscas, de taturanas (Lymacodidae), de alguns besouros (Chrysomelidae) e, raramente, de algumas ootecas de baratas (Polyphagidae). Acredita-se que são conhecidos os hospedeiros de apenas 2% das espécies da família. Os únicos requerimentos comuns dentre estes diversos hospedeiros parecem ser que esteja recoberto com alguma película ou quitina, e que tenha porte suficiente para comportar o desenvolvimento de um novo mutilídeo da espécie. 
Os ovos são colocados pelas fêmeas sobre os hospedeiros, por meio de uma fenda revelando a superfície deste aberta pela fêmea mutilídea com suas mandíbulas. Ao nascer, a larva alimenta-se externamente sugando hemolinfa, passando por 5 estádios larvais, tecendo sua pupa no interior do casulo do hospedeiro. Normalmente, apenas uma larva de Mutillidae desenvolve-se por hospedeiro, mas há alguns casos de superparasitismo, em que a larva mais jovem mata as demais. 
Estão descritas mais de 10.000 espécies de mutilídeos ao redor do mundo. São sete as subfamílias viventes: Myrmosinae, Pseudophotopsidinae, Ticoplinae, Rhopalomutillinae, Sphaeropthalminae, Myrmillinae e Mutillinae. Destas, na região Neotropical estão inclusas algumas linhagens de Sphaeropthalminae (tribo Sphaeropthalmini), Mutillinae (tribos Ephutini e Smicromyrmina).